# Tần Tương công
Tần Tương công (chữ Hán: 秦襄公,833 TCN – 766 TCN), là vị vua thứ sáu của nước Tần - chư hầu nhà Chu trong lịch sử Trung Quốc. Đây cũng là vị vua đầu tiên của nước Tần chính thức có địa vị chư hầu của nhà Chu.

## Thân thế
Theo Sử ký, Tần Tương công là con thứ của Tần Trang công, vua thứ 5 nước Tần. Anh ông là Doanh Thế Phủ vì căm thù quân Tây Nhung giết ông nội Tần Trọng nên tình nguyện làm tướng cầm quân chống Tây Nhung, nhường ngôi thế tử cho ông.
Năm 778 TCN, Tần Trang công mất, Tần Tương công lên nối ngôi.

## Chiến tranh với Tây Nhung
Cuộc chiến giữa Tần và Tây Nhung vẫn ác liệt. Năm 776 TCN, quân Tây Nhung kéo đến vây kinh thành Khuyển Khâu của nước Tần. Thế Phủ mang quân ra đánh bị thua trận và bị quân Tây Nhung bắt sống.
Năm 775 TCN, vua Tây Nhung thả cho Thế Phủ trở về nước Tần.
Năm 771 TCN, Chu U Vương bị bộ tộc thuộc Tây Nhung là Khuyển Nhung mang quân đánh vào Cảo Kinh. Chu U Vương bị giết chết. Tần Tương công cùng Tấn Văn hầu, Trịnh Vũ công và Vệ Vũ công mang quân cứu nhà Chu, đánh đuổi quân Khuyển, Nhung và lập thái tử Nghi Cữu lên ngôi, tức là Chu Bình Vương.

## Mở mang bờ cõi
Chu Bình Vương tránh quân Khuyển Nhung, bèn thiên đô từ Cảo Kinh sang Lạc Ấp phía đông. Tần Tương công mang quân hộ tống Chu Bình vương thiên đô. Chu Bình Vương phong cho Tần Tương công làm chư hầu, ngang hàng như các nước Tấn, Vệ, Trịnh... (trước đó Tần chỉ có địa vị phụ dung của nhà Chu)
Đồng thời, Chu Bình Vương còn giao cho ông việc đánh Tây Nhung, hẹn nếu đánh bại được quân Tây Nhung thì ban cho nước Tần đất đai phía tây Kỳ Sơn, rồi cùng thề với ông về việc này.
Từ khi trở thành chư hầu chính thức của nhà Chu, Tần Tương công bắt đầu sai sứ giao hiếu với các chư hầu khác.
Nước Tần mới đầu lập quốc vẫn còn yếu kém, vùng đất Chu Bình vương ban cho thực chất chỉ có Nhung và Địch, để có thể tồn tại, Tần Tương công liên tục tấn công Tây Nhung.
Tần Tương công mang quân giao tranh với quân Tây Nhung. Năm 766 TCN, Tần Tương công xuất binh đánh Tây Nhung, đánh đến Kỳ Sơn thì đột nhiên qua đời. Ông ở ngôi được 12 năm. Con ông là Tần Văn công lên nối ngôi.

## Danh hiệu
Theo các sử gia, Tư Mã Thiên đã dựa vào một trong các tài liệu cổ trước ông là Tần kỷ để viết Sử ký. Sách Tần kỷ viết theo quan điểm nước Tần: vua nước Tần vốn chỉ có tước bá, được Tư Mã Thiên chép thành tước công. Tước hiệu thực của Tần Tương công và cha ông, cũng như nhiều đời vua Tần về sau chỉ là tước bá.